# تفجيرات العراق 23 شباط 2012
هجمات 23 فبراير 2012 في العراق: موجة من التفجيرات المتزامنة الخامسة التي ضربت العراق وتعتبر الأولى من حيث النوع والحجم بعد الانسحاب الأمريكي نهاية عام 2011. 83 شخص قتلوا على الأقل وأصيب أكثر من 250 في هجمات منسقة للغاية وقعت في 15 مدينة عراقية، 10 تفجيرات وقعت في العاصمة بغداد اسفرت عن مقتل 32 شخصا بالأضافة إلى عدد كبير من حوادث إطلاق النار أيضا، والتي أستهدفت معظمها دوريات الشرطة ومنشآت أمنية في جميع أنحاء المدينة. غالبية التفجيرات أستهدفت المناطق الشيعية.
بعيدا عن بغداد، وقعت هجمات بثلاثة سيارات مفخخة في مناطق متفرقة من تكريت أسفرت عن مقتل 12 وإصابة أكثر من 50. واقتحم مسلحين مجهولين مبنى مجلس الحكم في سليمان بيك شرق تكريت، واطلقوا النار على زعيم المجلس مما ادى إلى قتله بالإضافة إلى اثنين من رجال الشرطة. وانفجرت سيارة ملغومة بالقرب من مدرسة ومركز للشرطة في مدينة الحلة، مما أسفر عن مقتل 3 على الأقل وجرح العشرات. ووقعت هجمات مماثلة في بعقوبة وكركوك والتاجي والدجيل والموصل.